# Ruel Vance Churchill
Ruel Vance Churchill (Akron (Indiana), 12 de dezembro de 1899 — Ann Arbor, 31 de outubro de 1987) foi um matemático estadunidense.
Foi professor emérito da Universidade de Michigan.

## Obras
- Complex Variables & Applications
- Fourier Series and Boundary Value Problems
- Modern Operational Mathematics in Engineering